# Wolarz (góra)
Wolarz (Wołowiec, niem. Ochsenberg) – góra w Sudetach Środkowych w Górach Bystrzyckich.  Góra i szczyt położony w województwie dolnośląskim, w powiecie kłodzkim, w gminie Szczytna, na terenie obrębu geodezyjnego Szczytna, o wysokości 854,93 m n.p.m.
Wolarz jest rozległym i wydłużonym szczytem będącym kulminacją masywu górskiego na północnym skraju Gór Bystrzyckich. Wznosi się ponad Piekielną Doliną. Na zboczach Wolarza znajdują się kamienne gołoborza oraz niewielkie wychodnie skalne. Porośnięty jest głównie sztucznymi lasami świerkowymi, miejscami acydofilnymi buczynami górskimi i zniekształconymi fragmentami żyznych buczyn sudeckich.
Nazwa szczytu pochodzi od jego wydłużonego kształtu (dobrze widocznego z doliny Bystrzycy Dusznickiej), który przypominał miejscowej ludności grzbiet leżącego wołu.
Na Wolarzu znajduje się gęsta sieć dróg leśnych, w dolinie Rogozińca tworzą one tzw. Piekielny Labirynt.

## Szlaki turystyczne
Na szczycie Wolarza krzyżują się dwa szlaki turystyczne:
- Polanica-Zdrój – Wolarz – Schronisko PTTK „Pod Muflonem”,
- Kamienna Góra – Wolarz – U Huberta – Szczytna – Chocieszów – Wambierzyce.